# Поморье (телерадиокомпания)
Государственная телевизионная и радиовещательная компания «Поморье» — филиал «Всероссийская государственная телевизионная и радиовещательная компания» в Архангельской области и Ненецком автономном округе. .

## История создания и развития
Создана 25 февраля 1932 года как Комитет радиовещания при Краевом исполнительном комитете советов рабочих, крестьянских и красноармейских депутатов (Северный радиокомитет).
В 1937 году из Северного радиокомитета был выделен Вологодский радиокомитет, сам Северный радиокомитет стал Архангельским радиокомитетом. Телевещание в Архангельской области появилось в 1956 году. В 1963 году построили Государственный телецентр Архангельска.
В 1970-м начинает работать радиорелейная линия «Москва-Архангельск». Первую программу центрального телевидения увидели жители области, а через «Орбиту» пошла вторая программа. В 1974 году была освоена видеозапись. Это позволило сохранить для потомков облик выдающихся людей, исторические события.
В 1982 году телевещание стало цветным, благодаря новым технологиям.
А в 1991 году Комитет по телевидению и радиовещанию Архангельского облисполкома преобразован в Архангельскую государственную телерадиокомпанию «Поморье», в 2002 году получила статус федерального государственного унитарного предприятия, до 2006 года ГТРК «Поморье» выходила в эфир не только на телеканале Россия, но и также на третьем (совместно с НТВ) и девятом частотных каналах (ранее как ТВ6 Поморье, позже — Спорт и ТВ Центр), ликвидировано 22 ноября 2006 года, на его базе был создан филиал ФГУП «Всероссийская государственная телевизионная и радиовещательная компания» "Государственная телевизионная и радиовещательная компания «Поморье».

## Территориальное отделение в Ненецком автономном округе
Территориальное отделение в Ненецком автономном округе — бывшая ГТРК «Заполярье». Информационная программа «Вести Заполярья», выходит в эфир с понедельника по пятницу три раза в день. Итоговый выпуск за неделю выходит в субботу Также выходят ежедневные новости и субботние тематические передачи (в том числе на ненецком языке) на радио.

## Теле- и радиоканалы
- Телеканал Россия-1 Поморье
- Телеканал Россия-24 Поморье
- Радиоканал Радио России Поморье
- Радиоканал Радио Маяк Поморье
- Радиоканал Вести-ФМ Поморье

## Награды
- В 1980 году телепрограмма «А что у вас?» стала призёром Всесоюзного фестиваля детских программ в Вильнюсе[3].
- В 1980 году программа «Дай руку, искусство» заняла первое место на Всесоюзном фестивале детских программ в Вильнюсе.
- В 1982 году «Телевизионная молодёжная студия» стала лауреатом фестиваля молодёжных программ в Волгограде.
- В 1986 году телефильм «Дорожные хлопоты без выходных» получил 1-й приз Зонального конкурса «Человек и автомобиль» в Петрозаводске, 3-й приз уже Всесоюзного фестиваля в Свердловске.
- В 1992 году телефильм «Бои местного значения» получил первый приз Всесоюзного телефестиваля «Человек и автомобиль».
- В 1989 году телефильм «Вайгач» получил диплом 1-й степени Международного фестиваля телевизионных фильмов и программ в Душанбе.
- В 1990 году телефильм «К Новой Земле» получил диплом I степени Международного фестиваля в Гёте-Центре в Москве.
- Телефильм «Последний остров» стал номинантом национального телефестиваля «ТЭФИ».
- В 1995 году В.Галилюк получил приз Всероссийского телефестиваля «Вечный огонь», посвящённого 50-летию Победы, за лучшую режиссёрскую работу в телефильме «Великий русский праздник».
- В 1995 году телефильм «Пожизненно русские» получил 1-ю премию в номинации «За лучший сценарий» Всероссийского телефестиваля «Вечный огонь», посвящённого 50-летию Победы.
- В 1998 году телефильм «Миссионер» получил специальный приз «За гуманизм и уважение к людям» фестиваля телевизионных программ «Вся Россия» и 2-й приз Баренц-ТВ-фестиваля в Швеции.
- В 1998 году телепрограмма «Пятёрка» на молодёжном канале получила специальный приз на Международном фестивале в Пятигорске.
- В 1999 году телепрограмма «Пятёрочка» на молодёжном канале взяла 2-й приз Баренц-ТВ-фестиваля в Норвегии.
- В 1999 году телефильм «Сокровенные люди» — получил Гран-при Второго Евразийского телефорума.
- В 2001 году телефильм «Убить в себе Моцарта» получил Золотую юбилейную Пушкинскую медаль и Гран-при Международного Баренц-ТВ-фестиваля.
- В 2001 году телефильм «Правитель Аляски» стал лауреатом Международного фестиваля «ТЕЛЕПРОФИ» в Саратове.
- В 2001 году телепрограмма молодёжного канала «Танцующие в тишине» получила номинацию «ТЭФИ-регион» в разделе публицистических и аналитических программ и Гран-при XII Международного фестиваля телепрограмм для детей и молодёжи в Москве.
- В 2002 году телефильм «Ольга Зайцева — архангельская баба» получил Золотую медаль ВВЦ на конкурсе СМИ «Создано в России» в Москве.
- В 2002 году телепрограмма «Символ счастья» стала лауреатом 13-го Международного фестиваля телепрограмм для детей и молодёжи в Москве.
- В 2002 году телефильм «Жизненное пространство» получил диплом 5-го телефестиваля Баренц-региона в Швеции.
- В 2003 году телефильм «О’ля» взял Гран-при 6-го фестиваля ТВ-программ Баренцева региона в Тромсе.
- В 2004 году телеочерк «Последний герой Земли Санникова» Ю.Воробьёва стал призёром 1-го Всероссийского конкурса работников электронных СМИ в номинации «За образцовое владение русским языком в профессиональной деятельности».
- В 2005 году телеочерк «Нёнокса» Ю.Воробьёва стал призёром 2-го Всероссийского конкурса работников электронных СМИ в номинации «За образцовое владение русским языком в профессиональной деятельности».
- В 2008 году ГТРК «Поморье» получил первое место в номинации «Лицо кавказской национальности» на фестивале телевизионных информационных программ «Мир. Согласие. Единство» в Нальчике за телесюжет «Праздник Ураза-Байрам» Инги Рудаковой.
- В 2008 году телефильм «Капитан Кучин» получил гран-при Международного фестиваля документальных фильмов и телевизионных программ «Северный характер» в Мурманске. Позже, в 2010 году, взял приз 7-го Международного кинофестиваля морских и приключенческих фильмов в Санкт-Петербурге и приз 2-го Международного фестиваля морских и приключенческих фильмов «Люди и корабли» в Киеве.
- В 2009 году ГТРК «Поморье» получил Специальный приз на фестивале телевизионных информационных программ «Мир. Согласие. Единство» в Нальчике за видеосюжет «Простреленные картины».
- В 2009 году репортаж «Двое в лодке в Белом море» получил 2 место 2-го Международного фестиваля документальных фильмов и телевизионных программ «Северный характер» в Мурманске.
- В 2010 году телеочерк «Противостояние тоймичей» был отмечен третьей премией на международном конкурсе «Вечный Огонь» в Волгограде.
- В 2012 году Светлана Синицына с телевизионным расследованием «Канинский тупик» победила на международном телевизионном фестивале «Северный характер» в Мурманске.
- В 2012 году Светлана Синицына стала обладателем Гран-При Всероссийского фестиваля национального вещания «Байкальская волна» в Бурятии.
- В 2013 году спецкор Светлана Синицына отмечена дипломом лауреата в номинации «За освещение жизни региона» на конкурсе журналистов Северо-Запада России «СеЗам» в Санкт-Петербурге.
- В 2013 году корреспондент филиала ВГТРК "ГТРК «Поморье» Анастасия Ломакина стала победителем 10-го фестиваля телевизионных программ «Берега» в Тарусе за репортаж «Окно в Арктику».
- В 2014 году за репортажи о российской армии и правоохранительных органах Дипломами лауреатов и статуэтками «Ника» отмечены корреспонденты Светлана Смородина и Константин Бушуев и операторы Александр Чалков и Александр Прилуцкий.
- В 2018 году работа корреспондента ГТРК «Поморье» Александры Невдах получила высшую оценку жюри Всероссийского конкурса «Человек и вера» за специальный репортаж «Вторая жизнь».
- В 2019 году победителем конкурса «СеЗам» в Санкт-Петербурге стала Мария Воробьёва. Корреспондент получила награду в номинации «Лучшая передача или публикация на социальную тему» за репортаж «Жизнь: Стирая границы».
- Фильм-портрет «Игра без света» удостоился диплома Комитета по делам молодёжи РФ.
- «Пятёрка+» получила специальный приз ВГТРК на 10-м Международном фестивале в Астрахани.
- Телепрограмма «Двина-информ» стала победителем северо-западного фестиваля СМИ «Сезам» в Санкт-Петербурге.

## Сайт
- Официальный сайт